# Drugi rząd Franza Vranitzkiego
Drugi rząd Franza Vranitzkiego – federalny rząd Republiki Austrii urzędujący od 1987 do 1990.
Gabinet urzędował od 21 stycznia 1987 do 17 grudnia 1990. Powstał po wyborach w 1986 do Rady Narodowej. Był tworzony przez tzw. wielką koalicję obejmującą Socjalistyczną Partię Austrii (SPÖ) i Austriacką Partię Ludową (ÖVP). Zastąpił pierwszy rząd tegoż kanclerza, w którym koalicjantem SPÖ była Wolnościowa Partia Austrii. Po wyborach w 1990 SPÖ i ÖVP ponownie się porozumiały, tworząc trzeci rząd Franza Vranitzkiego.

## Skład rządu
- Kanclerz: Franz Vranitzky (SPÖ)
- Wicekanclerz: Alois Mock (ÖVP, do 24 kwietnia 1989), Josef Riegler (ÖVP, od 24 kwietnia 1989)
- Minister spraw zagranicznych: Alois Mock (ÖVP)
- Minister spraw wewnętrznych: Karl Blecha (SPÖ, do 2 lutego 1989), Franz Löschnak (SPÖ, od 2 lutego 1989)
- Minister sprawiedliwości: Egmont Foregger (bezp.)
- Minister finansów: Ferdinand Lacina (SPÖ)
- Minister spraw gospodarczych: Robert Graf (ÖVP, do 24 kwietnia 1989), Wolfgang Schüssel (ÖVP, od 24 kwietnia 1989)
- Minister pracy i spraw społecznych: Alfred Dallinger (SPÖ, do 23 lutego 1989, zmarł), Walter Geppert (SPÖ, od 10 marca 1989)
- Minister rolnictwa i leśnictwa: Josef Riegler (ÖVP, do 24 kwietnia 1989), Franz Fischler (ÖVP, od 24 kwietnia 1989)
- Minister obrony: Robert Lichal (ÖVP, do 6 listopada 1990)[1]
- Minister gospodarki publicznej i transportu: Rudolf Streicher (SPÖ)
- Minister nauki i badań naukowych: Hans Tuppy (ÖVP, do 24 kwietnia 1989), Erhard Busek (ÖVP, od 24 kwietnia 1989)
- Minister edukacji, sztuki i sportu: Hilde Hawlicek (SPÖ)
- Minister środowiska, młodzieży i rodziny: Marilies Flemming (ÖVP)
- Minister ds. federalnych i reformy administracyjnej: Heinrich Neisser[2] (ÖVP, do 24 kwietnia 1989), Josef Riegler (ÖVP, od 24 kwietnia 1989)
- Minister do spraw zdrowia i służb publicznych: Franz Löschnak[2] (SPÖ, do 2 lutego 1989), Harald Ettl (SPÖ, od 2 lutego 1989)